# イグナシオ・エイサギーレ
イグナシオ・エイサギーレ・アレギ（Ignacio Eizaguirre Arregui, 1920年11月7日 - 2013年9月1日）は、スペイン・バスク州サン・セバスティアン出身の元同国代表サッカー選手、サッカー指導者。現役時代のポジションはGK。

## 経歴
1945年3月、ポルトガル代表との試合でスペイン代表デビューした。1950年のブラジルW杯に出場した。
2013年9月1日、死去。

## タイトル

### クラブ
バレンシア
- プリメーラ・ディビシオン : 3回 (1941-42, 1943-44, 1946-47)
- コパ・デル・レイ : 1回 (1948-49)
- コパ・エバ・ドゥアルテ : 1回 (1949-50)

### 個人
- サモラ賞 : 2回 (1943-44, 1944-45)